# Niesky
Niesky (hornolužickosrbsky Niska, česky Nízké či Nízký) je velké okresní město v Horní Lužici v německé spolkové zemi Sasko. Nachází se v zemském okrese Zhořelec a má přibližně 9 100 obyvatel.

## Poloha a dělení
Niesky leží v severní části zhořeleckého okresu a zhruba ve středu okresu ve směru východozápadním. Sousedí s obcemi (podle směru hodinových ručiček od severu) Rietschen, Hähnichen, Horka, Kodersdorf, Waldhufen-Vierkirchen, Quitzdorf am See a Kreba-Neudorf.

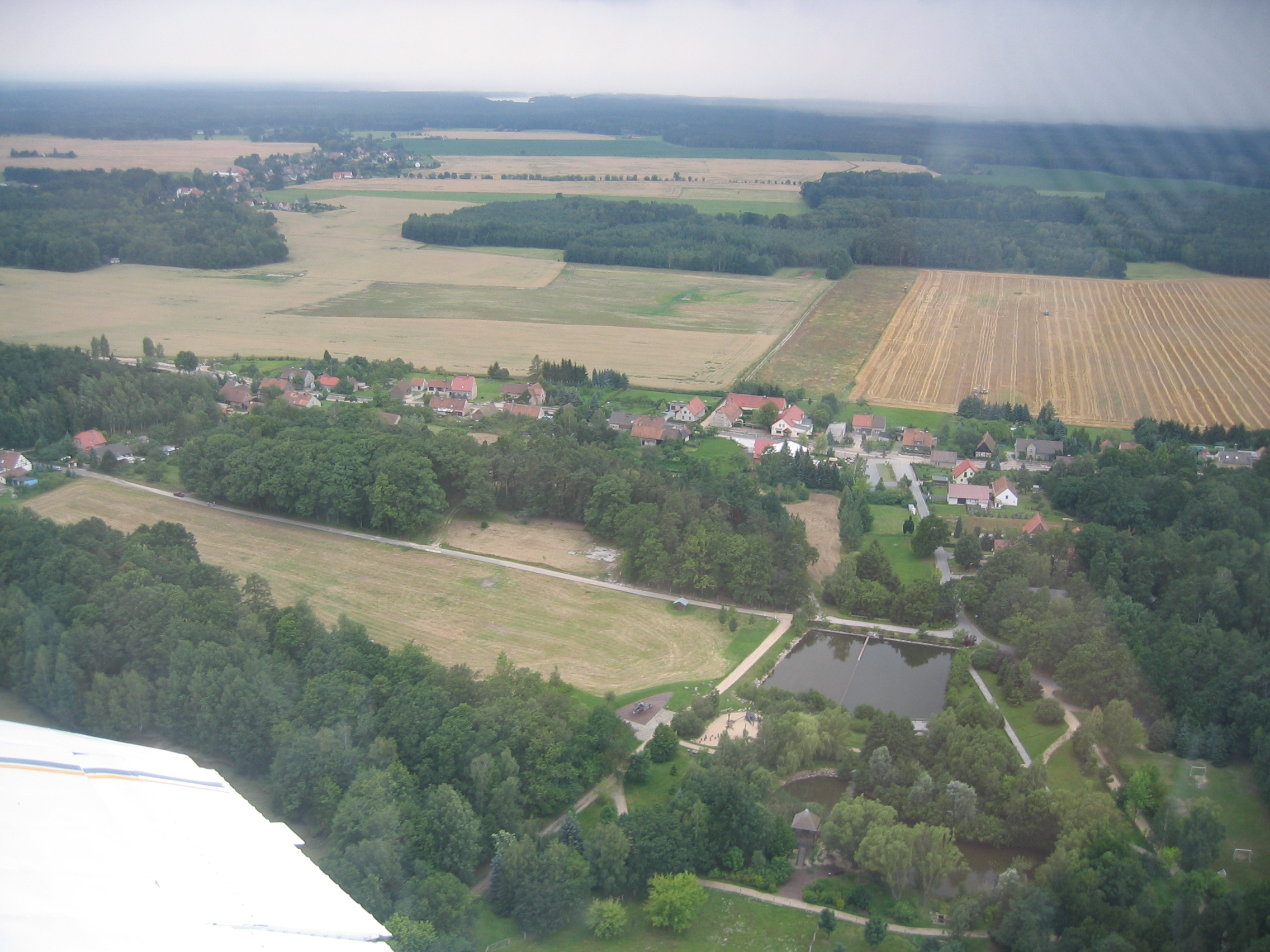
Letecký pohled na Stannewisch (uprostřed) a Kosel

Samotné město se dělí na městské části:
- Kosel (hornolužickosrbsky Kózło[3])
- Stannewisch (hornolužickosrbsky Stanojšćo[3])
- Ödernitz (hornolužickosrbsky Wódrjeńca[3])
- See (hornolužickosrbsky Jězor[3])

## Dějiny
Město bylo založeno v roce 1742 jako kolonie herrnhutských Moravských bratří, což jej činí z hlediska založení nejmladším městem zhořeleckého okresu. Pozemky, které se staly základem osady „Nízký“, daroval bratřím Siegmund August von Gersdorff, majitel panství Trebus. Exulanti, kteří opustili katolické Čechy a přidržovali se herrnhutských řádů, žili v té době v Žitavě, Großhennersdorfu, Gebhardsdorfu, Drážďanech a Berlíně. (Když byla později, v roce 1750, rozpuštěna bratrská kolonie v hesenském Herrnhaagu, byla i početná skupina mladých lidí poslána sem.)
Ze tří německých návrhů názvu obce byl dne 16. května 1742 vylosován název Niedrig. Další losování rozhodlo o tom, že jméno obce bude české (tj. Nízký). Na odlehlém a pustém místě začalo dne 8. srpna 1742 několik vybraných rodin stavět své domy. Zprvu se exulanti museli obejít bez kazatele a k Večeři Páně dojížděli do 40 kilometrů vzdáleného Herrnhutu. První představený obce byl Jan Raschke, původem z Lichkova. Pokud čeští exulanti přicházející do Herrnhutu neuměli německy, byli poslání sem, do Nízkého. V roce 1755 mělo 190 dospělých obyvatel, z nichž bylo už jen 50 české národnosti.
Městská práva město obdrželo v roce 1935, kdy bylo součástí Pruska a mělo 7000 obyvatel.
Ke konci druhé světové války zde byl postaven jeden z pomocných táborů koncentračního tábora Groß-Rosen a zhruba 1200 vězňů zde muselo vykonávat nucené práce. Při evakuaci tohoto tábora jich více než 100 zahynulo.

## Vývoj počtu obyvatel
| 1825 | 1885 | 1946 | 1950 | 1960 | 1981  | 1984  | 1999  | 2002  | 2004  | 2005  | 2006  |
| ---- | ---- | ---- | ---- | ---- | ----- | ----- | ----- | ----- | ----- | ----- | ----- |
| 576  | 1303 | 7436 | 8309 | 8456 | 11871 | 12359 | 12029 | 11432 | 11092 | 10981 | 10766 |

## Doprava
Město leží na železniční trati z Hoyerswerdy do Zhořelce a také na Bundesstraße 115, po které je možné najet na nedaleko vedoucí dálnici A4.

## Partnerská města
- Albert, Francie
- Holzgerlingen, Bádensko-Württembersko
- Jawor, Polsko
- Oelde, Severní Porýní-Vestfálsko
- Turnov, Česko

## Galerie
Mezi kulturní památky Svobodného státu Sasko patří celý komplex bratrské obce, k němuž patří zejména Boží pole se vstupní bránou a všemi hrobovými deskami, evangelický kostel i plantážní park sester. 

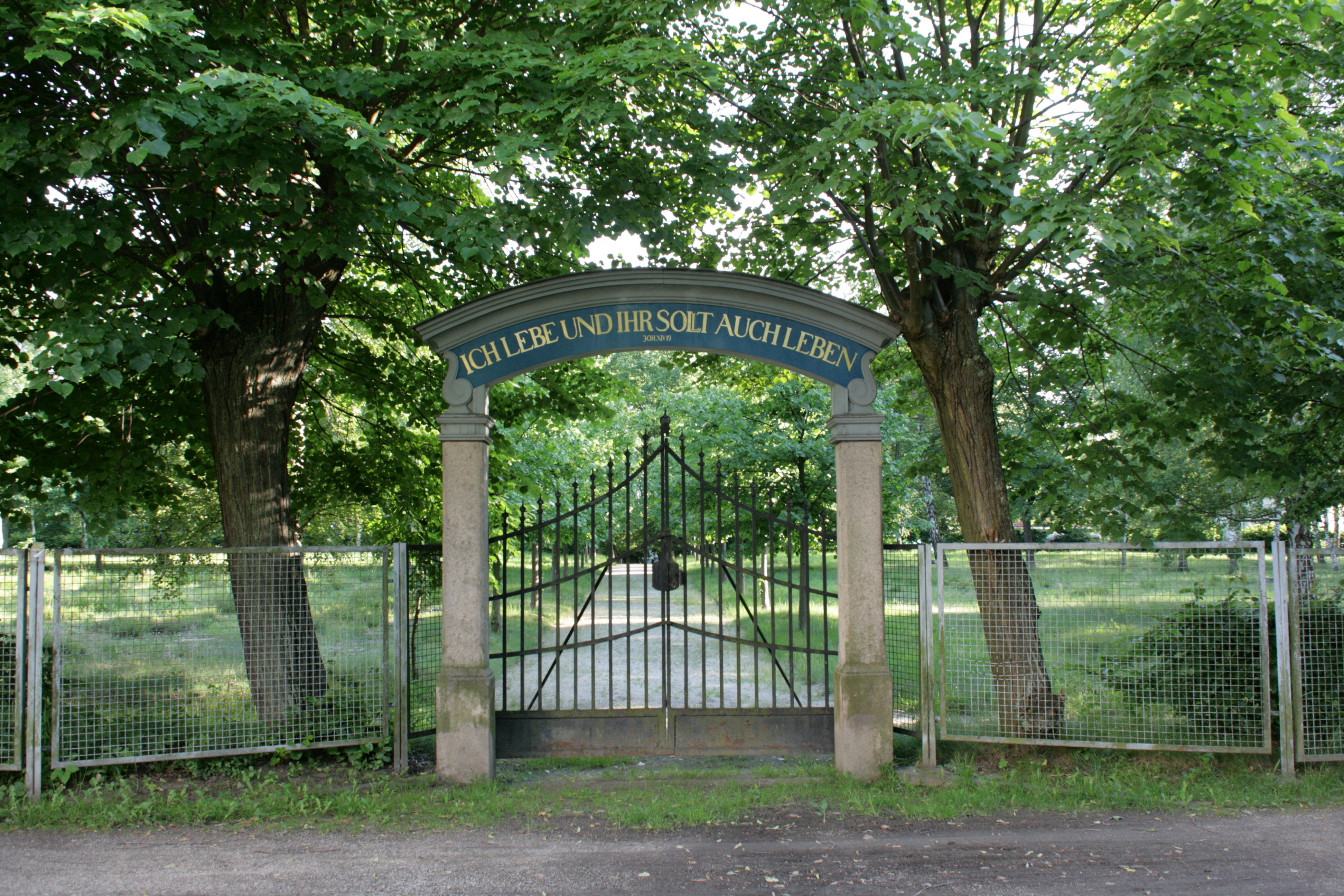
Boží pole (Gottensacker)
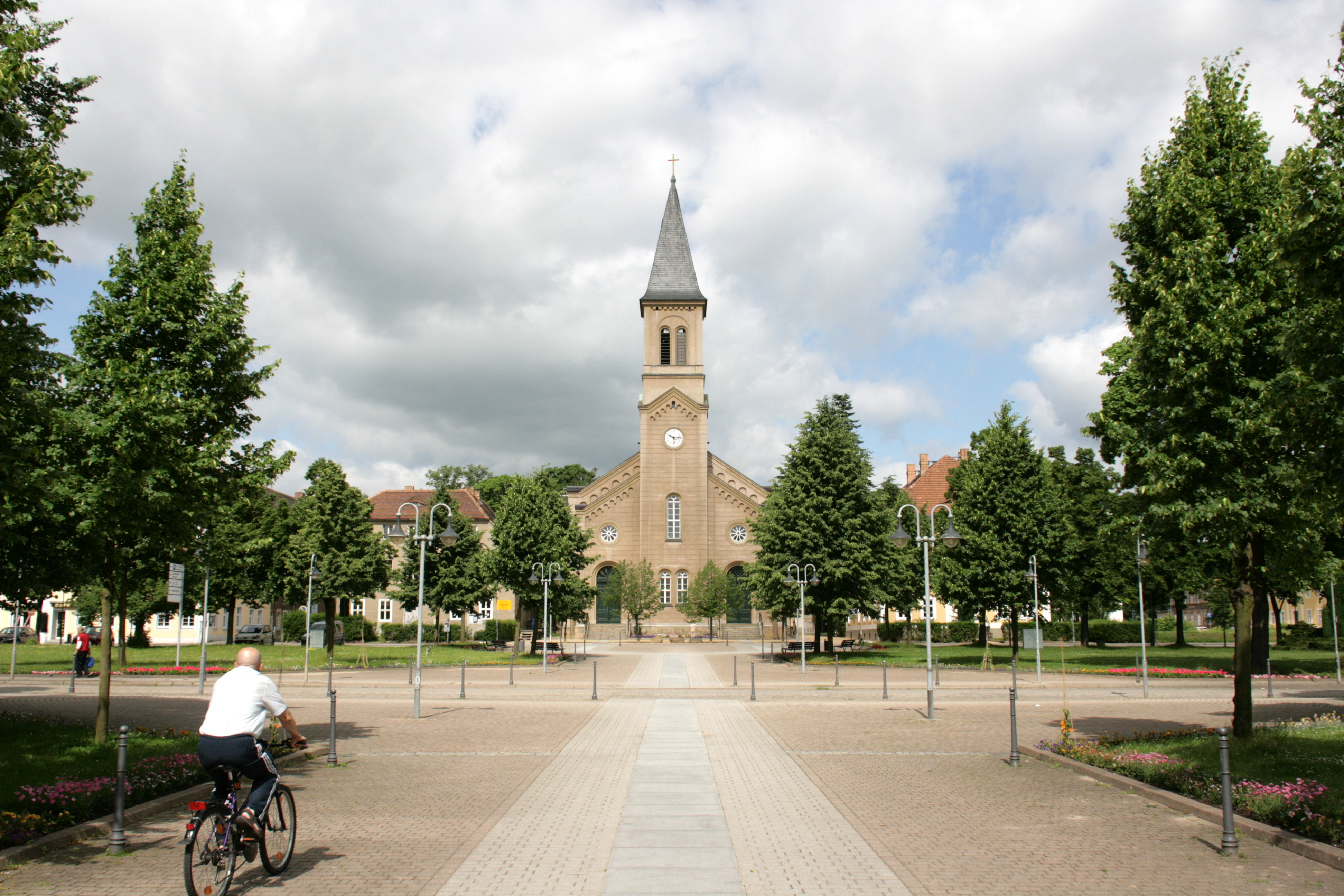
Bratrský kostel
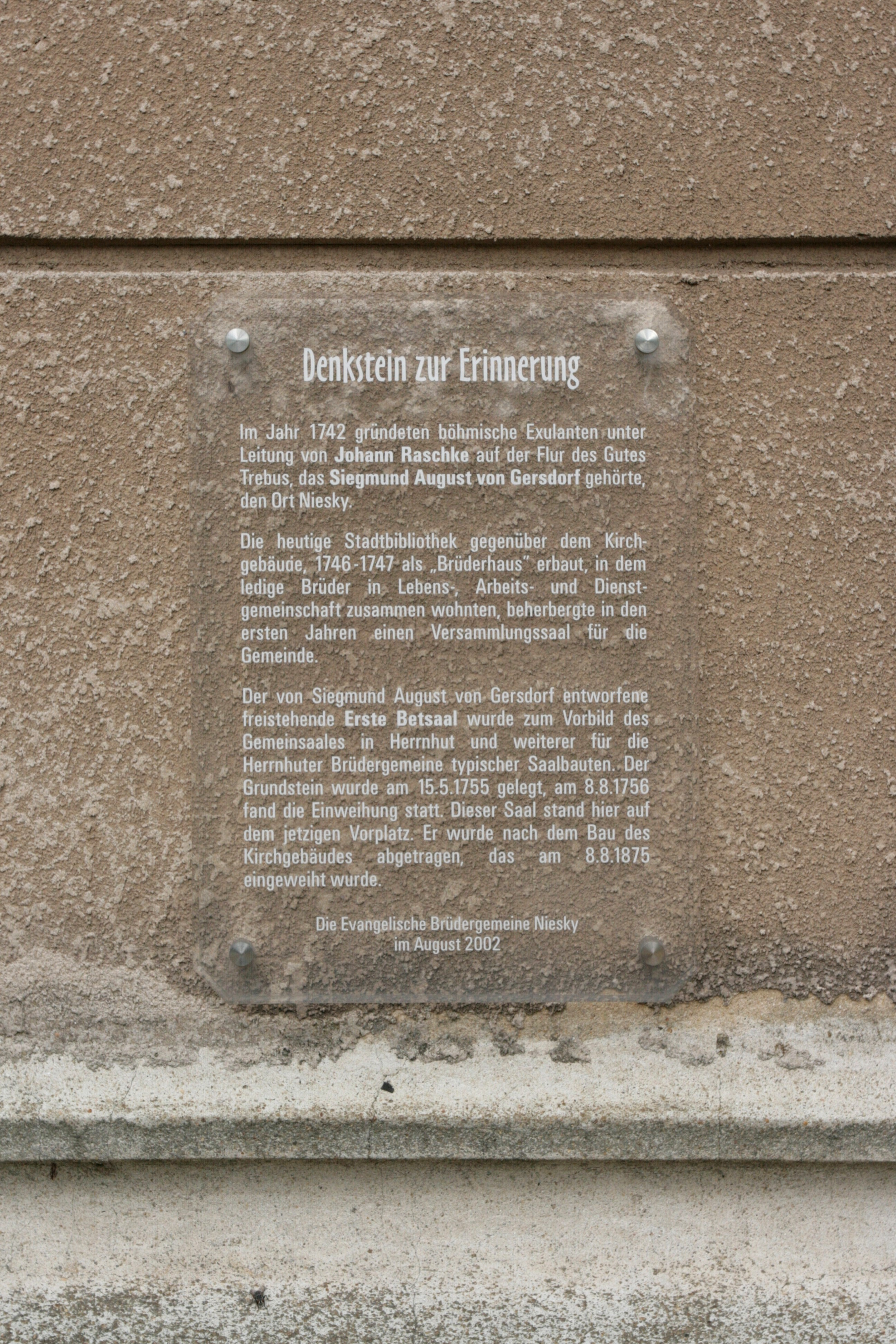
Pamětní deska
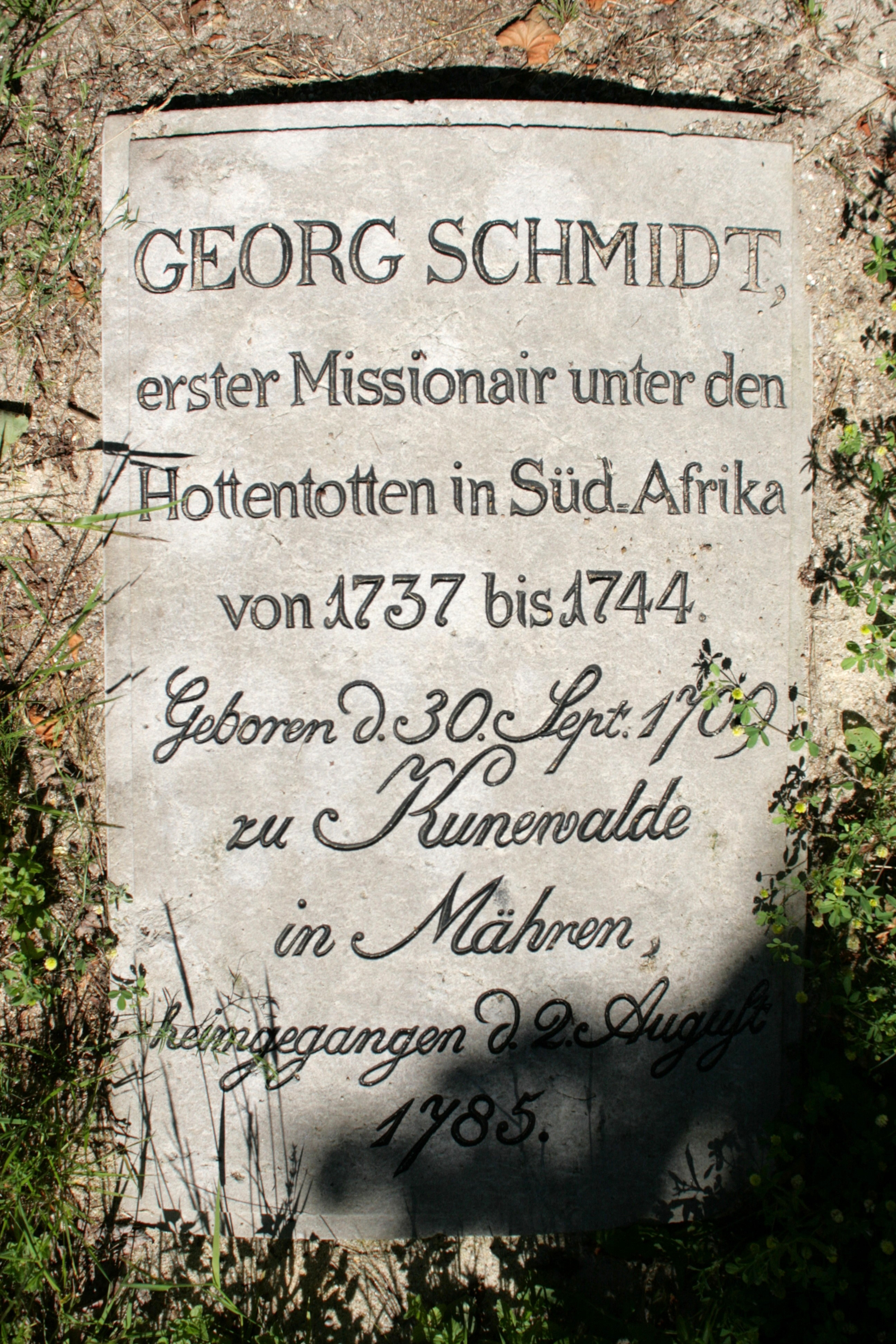
Náhrobek exulanta z Kunína